# Euseius plaudus
Euseius plaudus är en spindeldjursart som beskrevs av Denmark och Muma 1973. Euseius plaudus ingår i släktet Euseius och familjen Phytoseiidae. Inga underarter finns listade i Catalogue of Life.